# Oberea ornativentris
Oberea ornativentris är en skalbaggsart som beskrevs av Stefan von Breuning 1962. Oberea ornativentris ingår i släktet Oberea och familjen långhorningar.
Artens utbredningsområde är:
- Kenya.
- Zimbabwe.

Inga underarter finns listade i Catalogue of Life.